# Cornerstone Investor
Ein Cornerstone Investor oder auch Corner Stone Investor ist ein Investor, welcher bei einem IPO investieren darf, bevor dem eigentlichen IPO. Der Vorgang wird Cornerstone Investment genannt.
Das Prinzip der Cornerstone Investments war in Hongkong üblich und verbreitet. Marktteilnehmer haben sich aber beschwert, dass man bei einem Börsengang jedoch benachteiligt ist, weil die Conrenstone-Investoren sich zu lukrativen Bedingungen Aktien kaufen konnten. Das Listing Committee der Hong Kong Stock Exchange hat diese Art des Invertierens daraufhin Anfang der 2010er-Jahre reguliert. Cornerstone Investments kamen in Europa erst 2011 auf, als Glencore 2011 ihren IPO an der London Stock Exchange hatte.
Ein Cornerstone Investor darf Aktien vor dem IPO zum Preis erwerben, welcher für den IPO definiert ist oder in Relation zu diesem Preis ist. Entsprechend wird jedoch auch normalerweise eine Sperrfrist definiert, um den Preisdruck auf die Aktie zu verhindern. Normalerweise werden Cornestone-Investoren im Kotierungsprospekt veröffentlicht.
Für den Emittenten hat es den Vorteil, dass der Cornerstone-Investor seinen Namen einbringt und so Vertrauen in den Emittenten erzeugt. Vor allem Schwellenländer oder bestimmte Branche hat das eine große Bedeutung. Die Hoffnung ist auch, dass mit dem Cornerstone-Investor die Nachfrage beim IPO hebt. Für den Investor selbst hat er schon zu Beginn einen fixen Anteil an Aktien und geht auf jeden Fall bei einem IPO, welcher überzeichnet ist, nicht leer aus.
Nachteile sind, dass bei einem IPO weniger Aktien zur Verfügung stehen, und auch, dass der Cornerstone-Investor mehr Informationen hat und damit eine Art right of first refusal erhält. Auch die Liquidität im Aftermarket könnte leiden, falls der Cornestone-Investor zu viele Aktien hält. Jedoch hat auch der Cornerstone-Investor Risiken, so könnte der Kurs im Aftermarket fallen, aber wegen der Sperrfrist kann dieser Investor nicht verkaufen. Auch gibt es das Risiko, dass kein IPO stattfindet. Diese Risiken kann man vermindern, indem man Widerrufsmöglichkeiten festhält, welche bei Ausbleiben bestimmter Voraussetzungen greifen.